# The Statement - La sentenza
The Statement - La sentenza (The Statement), anche noto come Caccia all'uomo, è un film del 2003 diretto da Norman Jewison.
La pellicola è tratta da un romanzo di Brian Moore ispirato alla vicenda di Paul Touvier, un ufficiale di polizia del governo di Vichy che ordinò l'esecuzione di sette uomini ebrei, arrestato dopo una lunga latitanza, favorita da settori integralisti della chiesa cattolica francese, nel 1994 e condannato all'ergastolo per crimini contro l'umanità.

## Trama
Un giudice ambizioso e un colonnello riaprono il caso di Pierre Brossard, un ex membro della polizia del governo di Vichy che collaborò coi nazisti, accusato di aver ucciso sette ebrei nel 1944. Ora è un anziano di sessant'anni che vive protetto da settori tradizionalisti della chiesa cattolica francese, Brossard è anche inseguito da misteriosi uomini delle istituzioni determinati a ucciderlo prima che sia arrestato, per impedire che, se arrestato, riveli il passato collaborazionista di alti esponenti delle istituzioni.